# Richmond, Virginia
Richmond je glavni grad američke savezne države Virginije. Prema službenoj procjeni iz 2009. godine ima 204.451 stanovnika, čime je treći po brojnosti u saveznoj državi, iza Chesapeakea i Arlingtona. Kao ni drugi gradovi u Virginiji, Richmond nije u sastavu nijednog okruga. Leži na rijeci James.
Richmond je grad bogate povijesti. Osnovan 1737. godine, jedan je od najstarijih gradova u SAD-u. Nekoliko se važnih događaja u Američkom ratu za neovisnost zbilo u Richmondu. Za vrijeme Američkog građanskog rata bio je prijestolnica Konfederacije.
Znamenitosti uključuju Virginia State Capitol u kojem zasijeda parlament savezne države (Virginia General Assembly), Virginijsku knjižnicu, Botanički vrt Lewis Ginter, tržnicu Farmer's Market, staru gradsku vijećnicu te Canal Walk, šetnicu na kojoj se nalaze brojna povijesna obilježja.

## Poznate osobe
- Arthur Ashe, tenisač
- Warren Beatty, glumac
- Shirley MacClaine, glumica
- Jacob Sartorius, pjevač
- Travis Miller (Lil Ugly Mane), glazbenik, pjevač i reper

## Gradovi prijatelji
- Olsztyn (Poljska)
- Richmond-upon-Thames (Ujedinjeno Kraljevstvo)
- Saitama (Japan)
- Uijongbu (Južna Koreja)
- Windhoek (Namibija)
- Zhengzhou (Kina)
- Segou (Mali)

## Vanjske poveznice
- Službena stranica  Arhivirana inačica izvorne stranice od 3. siječnja 2012. (Wayback Machine) (engl.)

### Ostali projekti
|  | Zajednički poslužitelj ima još gradiva o temi Richmond, Virginia |